# 吴尚旭
吴尚旭（韩语： O Sanguk，1996年9月30日—），生于大田广域市，韩国男子击剑运动员，主攻佩剑，就读于大田大学。他曾获得2019年世界击剑锦标赛男子佩剑个人冠军。 他是韓國首位獲得奧運佩劍個人金牌，並達成個人大滿貫的劍擊運動員。
吴尚旭的哥哥同样也是一名击剑运动员，他在小学时受哥哥影响开始接触击剑，2009年开始正式的练习这个项目，一开始他的父母反对他练习击剑，后来有击剑教练看中吴尚旭的能力，父母也不再阻止他练习。

## 外部連結
- 吴尚旭的個人Instagram帳戶 